# Pseudoharpax beieri
Pseudoharpax beieri är en bönsyrseart som beskrevs av Scott LaGreca 1950. Pseudoharpax beieri ingår i släktet Pseudoharpax och familjen Hymenopodidae. Inga underarter finns listade i Catalogue of Life.